# Heudeber
Heudeber ist ein Ortsteil der Gemeinde Nordharz und liegt im Norden des Landkreises Harz in Sachsen-Anhalt.

## Geografie
Heudeber liegt im Harzvorland in der Nähe von Wernigerode.
Mulmke war der Ortsteil der ehemaligen Gemeinde Heudeber.

## Geschichte
Am 13. September 936 wurde ein Teil der Einnahmen des Ortes Hadeburgi durch König Otto I. dem Stift Quedlinburg übertragen, was gleichzeitig die urkundliche Ersterwähnung des Ortes darstellt. 
Im Jahre 1320 wurde der Ort urkundlich Hadebere genannt. Die Edelherren von Meinersen waren in Heudeber begütert. Sie gaben zwei Hufen als Lehen an Helmold von Marklingerode. 1329 schenkten die Edelherren die Hufen dem Kloster Wöltingerode.
Am 1. November 1928 wurde der Gutsbezirk Mulmke mit der Landgemeinde Heudeber vereinigt.
Am 1. Januar 2010 schlossen sich die bis dahin selbständigen Gemeinden Heudeber, Abbenrode, Danstedt, Langeln, Schmatzfeld, Stapelburg, Veckenstedt und Wasserleben zur Einheitsgemeinde Nordharz zusammen.

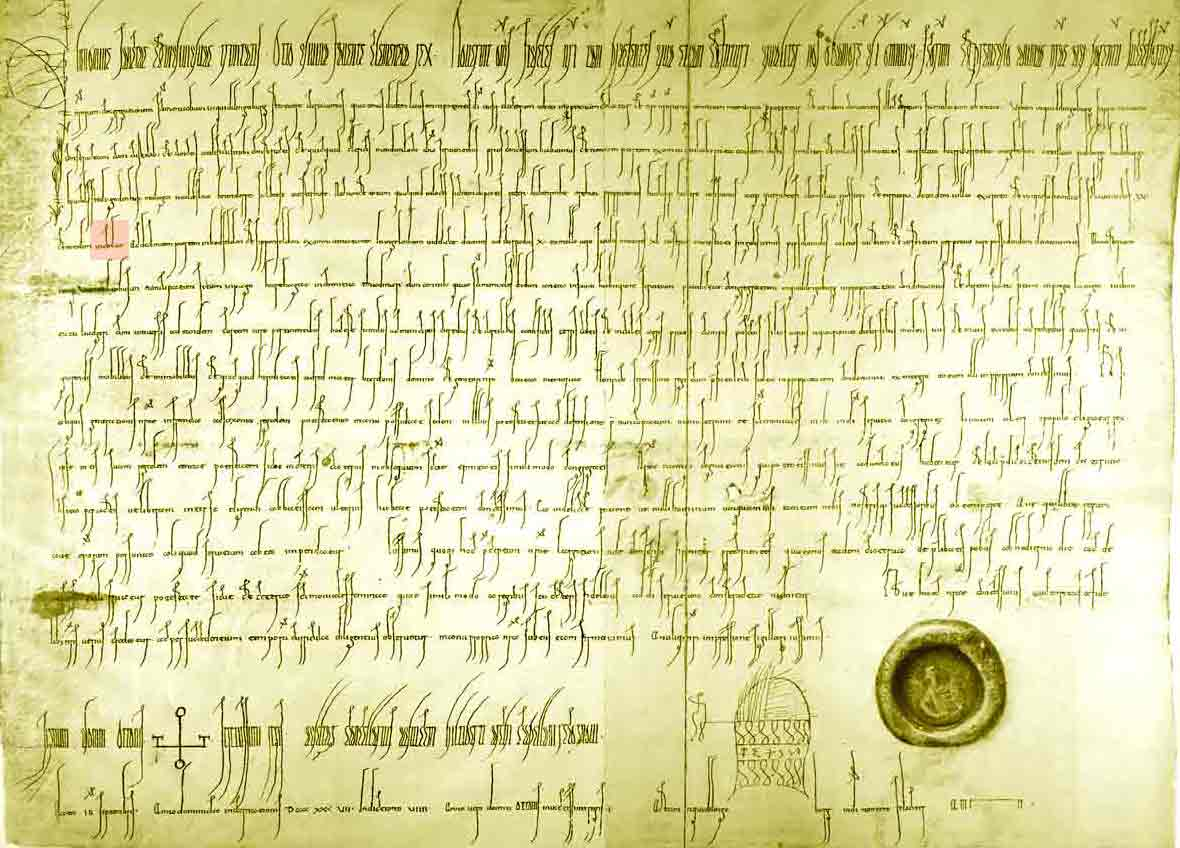
Ersterwähnungsurkunde von 936
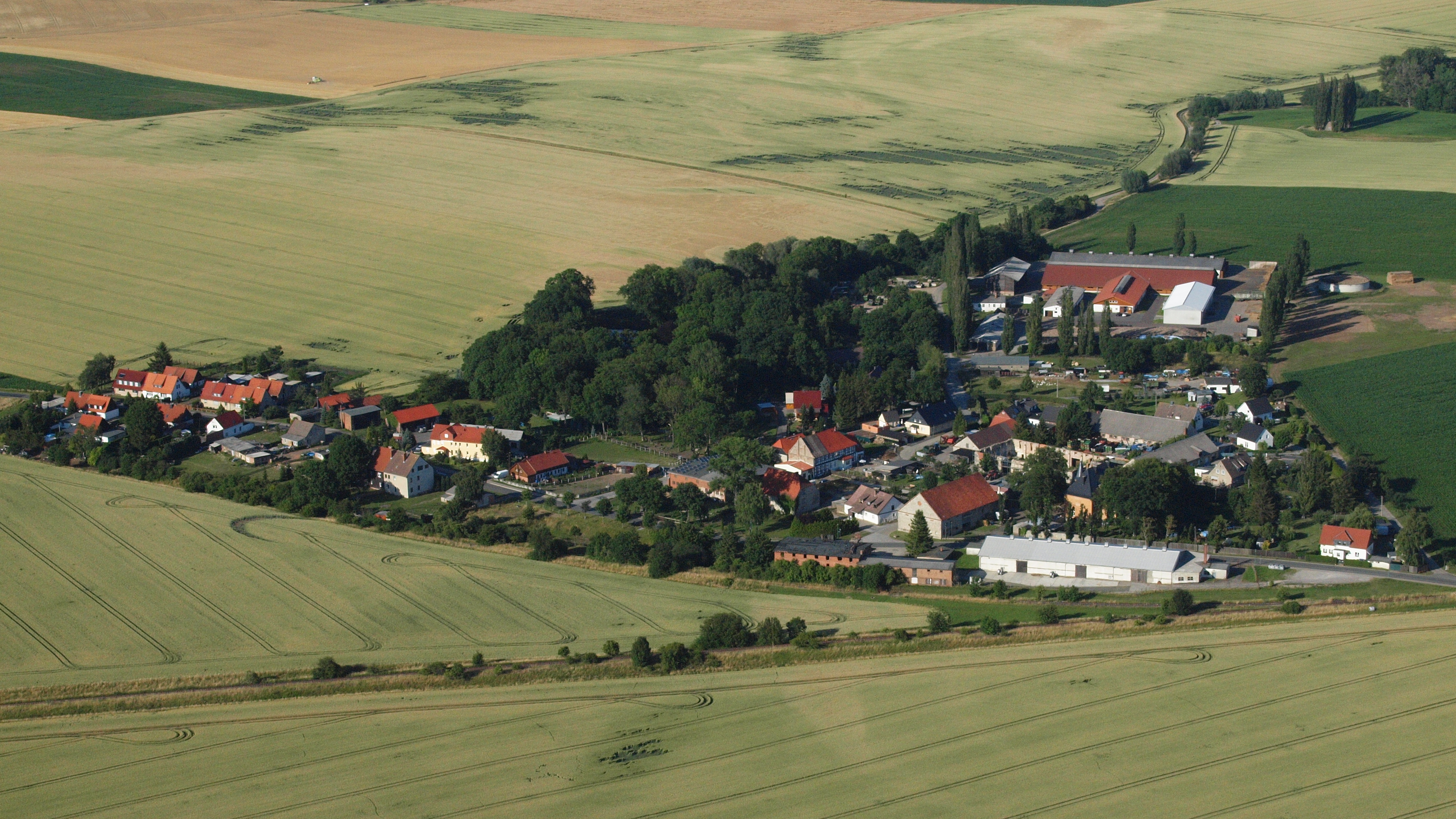
Mulmke, Luftaufnahme (2015)

## Religion

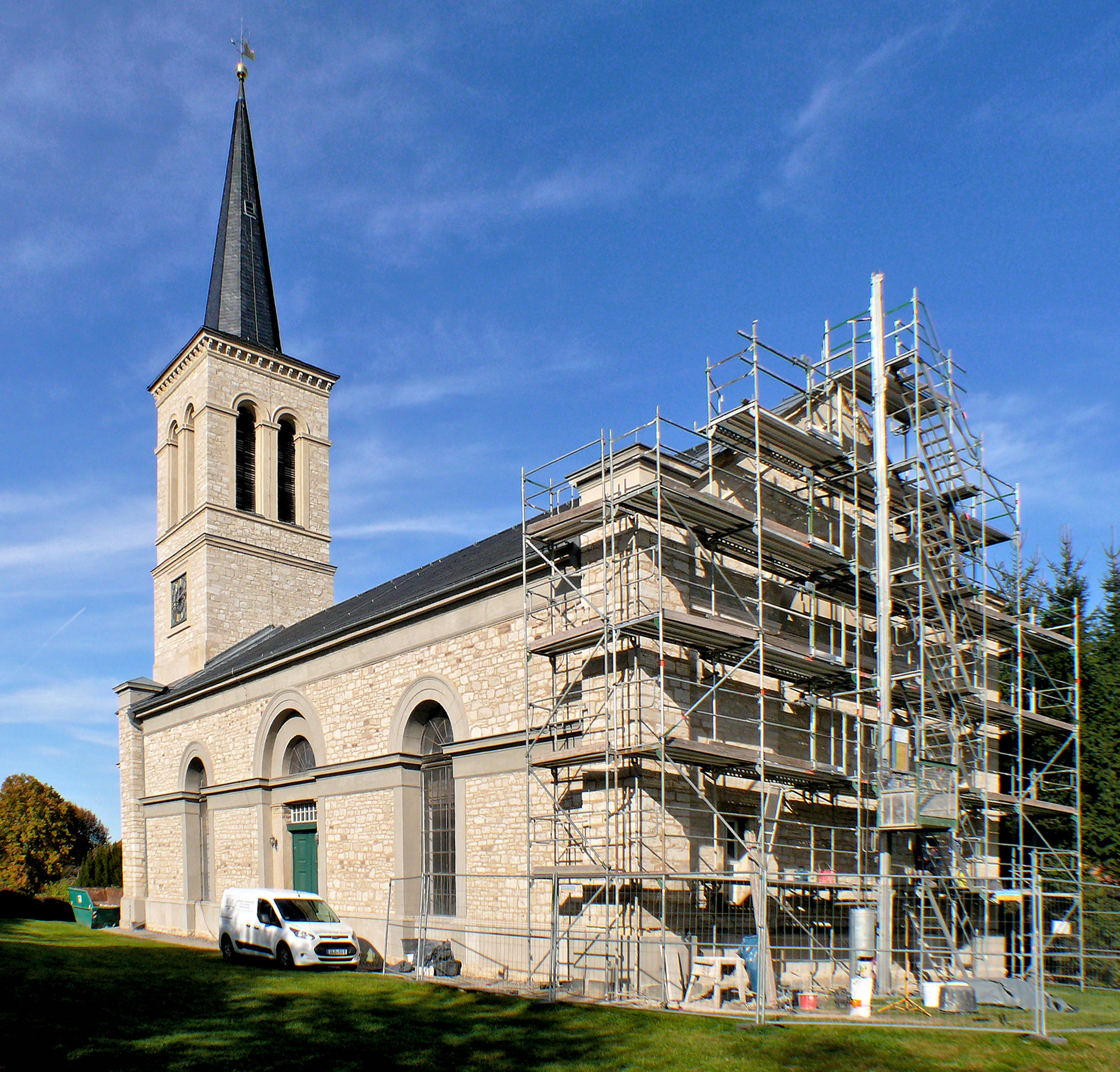
St.-Stephani-Kirche während Renovierungsarbeiten im Oktober 2021

Im damals zum Archidiakonat Utzleben im Bistum Halberstadt gehörenden Heudeber wurde die Bevölkerung durch die Reformation evangelisch-lutherisch.
Die einzige Kirche in Heudeber, die St.-Stephani-Kirche, gehört zur evangelisch-lutherischen Kirchengemeinde Heudeber im Kirchenkreis Halberstadt der Evangelischen Kirche in Mitteldeutschland.
Durch die Flucht und Vertreibung Deutscher aus Mittel- und Osteuropa 1945–1950 bildete sich ab Mitte 1945 eine katholische Kirchengemeinde in Heudeber. Mit der am 12. April 1946 erfolgten Ernennung von Pfarrer Eugen Nadolph als Vikar der Pfarrei Badersleben mit Sitz in Heudeber wurde die Seelsorgestelle Heudeber gegründet. Bereits am 1. November 1947 wurde die Seelsorgestelle Heudeber zur Kuratie erhoben. Die Kuratie umfasste neben Heudeber und dem ehemaligen Gutsbezirk Mulmke auch die Dörfer Athenstedt, Danstedt, Ströbeck und Zilly mit rund 1.500 Katholiken. Ihre Gottesdienste fanden in der evangelischen St.-Stephani-Kirche statt. Im Frühjahr 1960 überließ die evangelische Kirchengemeinde der katholischen Kuratie eine der beiden Sakristeien der St.-Stephani-Kirche für katholische Gottesdienste und Veranstaltungen. Da die meisten Katholiken der Kuratie Heudeber in Zilly wohnten, erfolgte am 14. Januar 1965 die Verlegung der Kuratie von Heudeber nach Zilly. Heute gehören die Katholiken in Heudeber zur Pfarrei St. Bonifatius mit Sitz in Wernigerode.

## Wappen und Flagge

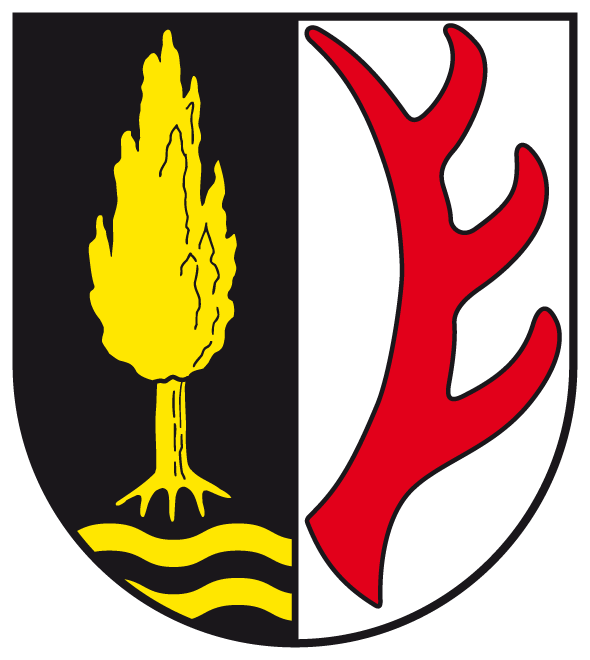
Wappen von Heudeber

Das Wappen wurde am 21. November 1995 durch das Regierungspräsidium Magdeburg genehmigt.
Blasonierung: „Gespalten von Schwarz und Silber; vorn eine bewurzelte goldene Pappel über zwei goldenen Wellenbalken, hinten eine aufrechte nach links gekehrte vierendige rote Hirschstange.“
Die Gemeindefarben sind Gold (Gelb) - Schwarz.
Die goldene Pappel symbolisiert als Wahrzeichen Natur und ländlichen Charakter der Gemeinde, die beiden goldenen Wellenbänder stellen den sogenannten „Sauren Brunnen“ und den ehemaligen Bachlauf dar, an dem die Gemeinde liegt. Da die Gemeindefarben Gelb-Schwarz gebräuchlich waren, wurde diese Tingierung gewählt. Die rote vierendige Hirschstange erinnert an die Grafschaft Regenstein, zu der die Gemeinde einst gehörte.
Das Wappen wurde von der Magdeburger Heraldikerin Erika Fiedler gestaltet.
Die Flagge ist Gelb - Schwarz (1:1) gestreift mit dem aufgelegten Gemeindewappen.

## Kultur und Sehenswürdigkeiten

### Kirche
Die Kirche in Heudeber ist ein typisches Schinkelbauwerk. Der klassizistische Massivbau wurde in der Zeit von 1834 bis 1843 in Anlehnung an Schinkels Normalkirche errichtet. Im Jahr 2006 wurde die Goldene Kugel der Kirche erneuert.

## Wirtschaft und Infrastruktur

### Verkehr

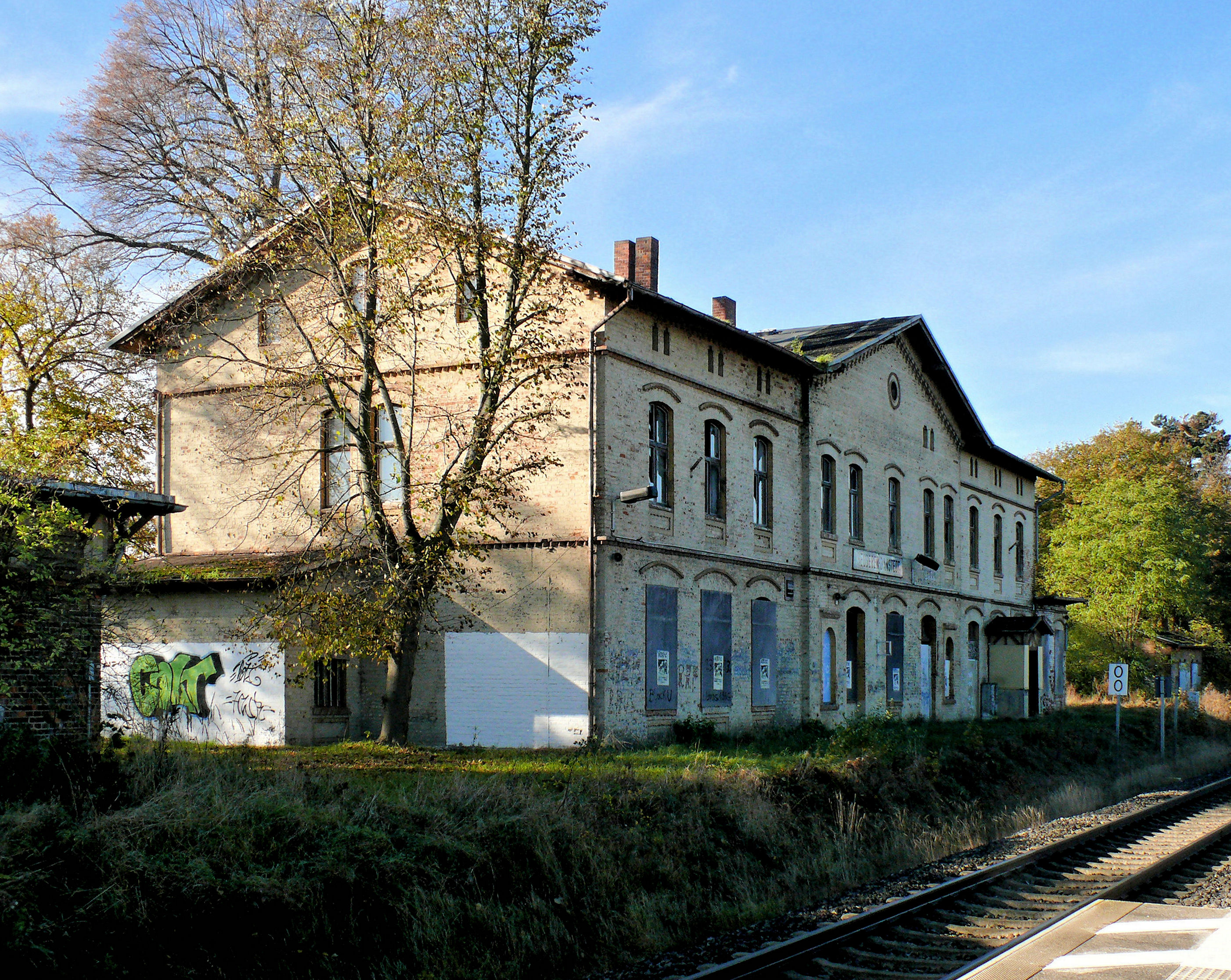
Ehemaliger Bahnhof Heudeber-Danstedt

Entlang der Gemeindegrenze zwischen Heudeber und Danstedt befindet sich der Bahnhof Heudeber-Danstedt. Dieser war Kreuzungs- beziehungsweise Ausgangspunkt der Strecken Halberstadt–Wasserleben–Vienenburg und Heudeber-Danstedt–Bad Harzburg sowie Heudeber–Mattierzoll. Es besteht nach Stilllegung einiger Abschnitte nur noch eine Verbindung von Halberstadt über Wernigerode nach Goslar. Im Ort halten die Linienbusse der Harzer Verkehrsbetriebe.

### Bildung
In der Gemeinde ist eine Grundschule sowie ein Kindergarten aufzufinden.

### Einkauf
Es gibt in Heudeber in der Nähe der Dorfmitte einen Friseur, außerdem ist eine Physiotherapie vorhanden.

## Persönlichkeiten
- Hans Hohlwein (1902–1996), Pfarrer